# Jean Langret
Jean Langret, né à Poligny (ou à Salins) et   mort le 14 juillet 1419, est un évêque  français du XVe siècle. 

## Biographie
Langret est chanoine à Rouen et conseiller du roi Charles VI et de Jean de Nevers, futur duc de Bourgogne. Il est prévôt de l'église collégiale de Neuchâtel en 1395. Il est élu évêque de Bayeux en  1412. Langret est victime des massacres des prisonniers du Petit Châtelet à Paris. Il est abbé bénéficiaire  de l'Wandrille en 1418-1419.
Pendant son épiscopat, le fameux théologien Matthieu-Nicolas de Clamanges est chantre à Bayeux.